# 賦役

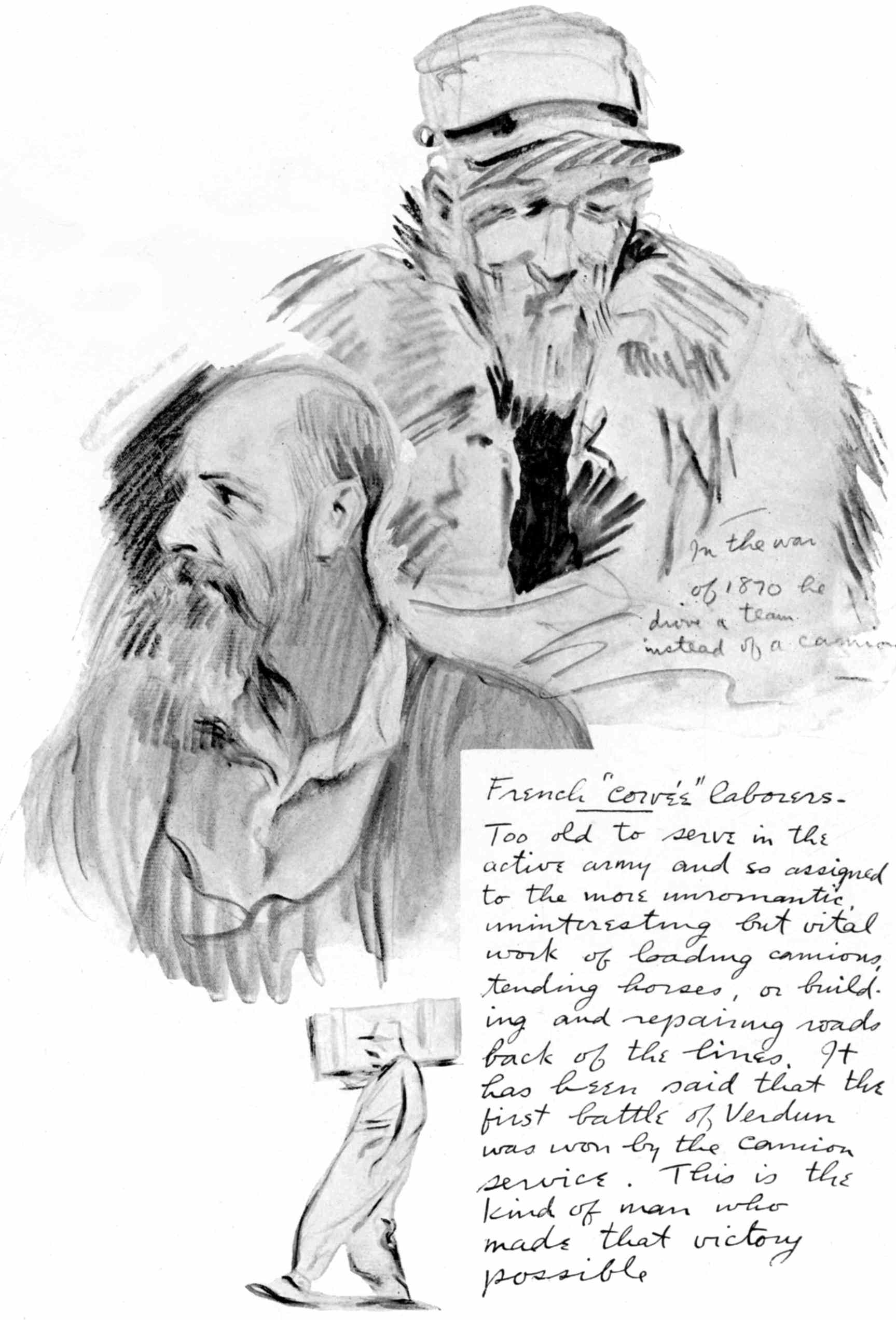
フランスにおける賦役

賦役（ぶえき、ふえき）とは、農民のような特定階級の人々に課せられた労働である。公共への労働力としてほぼ無給で働かされた。私有地における小作人の賦役は歴史上広く見られる。賦役は文明の始まりにも遡ることができ、最古の課税形態の一つである。
いわゆる強制労働と比べると断続的で期間が限定的であるという違いがある。賦役の場合は通常一年のうち一定の日数を賦役として働くことになる。十分の一税のような課税と異なり、土地や作物、金銭を持たない者に対しても課すことができ、それゆえ経済的に未熟なうちは施行される傾向にある。
中世および近世ヨーロッパと関連が深い用語であるが、厳密に時期や場所を限定して使われるものではない。賦役の実施は広範に見られ、太古の昔から今日に至るまで存在する。古代から近代までのエジプト、古代ローマ、中国、日本、ヨーロッパ全土、インカ、アンリ1世の支配下および米国占領下（1915年から1934年）のハイチ、1960年代半ばまでのポルトガルのアフリカ植民地、で実施されてきた。賦役の形態は最近まで米国に存在し、またカナダでは未だに存在している。

## 語源
英語で賦役を意味するcorvéeという単語はローマ時代に起源をもち、フランス語を経て英単語となった。後期のローマ帝国では市民は税を払う代わりにラテン語でopera publicaと呼ばれる公共事業を行った。多くの場合それは道路や橋の建設といったものであった。またローマの領主たちは小作人や解放奴隷に労働力を提供させることができた。これはopera officialesと呼ばれた。
中世ヨーロッパにおいては農奴たちに毎年課されたものをopera rigaと呼んだ。これは主に耕作や収穫といった形で課せられた。必要に応じて領主はopera corrogataと呼ばれる追加の労働を課した。このcorrogataがcoroatae、corveiaeと変遷し、最終的にcorvéeとなり、意味合いも定期的なもの例外的なもの、どちらの意味も含むように変化した。この中世の労働賦役は全くの無給ではなかった、慣例的に労働者はその場で消費される飲食という形でごくわずかな支払いを受けることができた。賦役はときに徴兵も含み、軍事物資の徴用にまで解釈されることがあった。主に軍事物資の輸送用に荷車を徴発された。
農民は自分たちの耕作地での労働が必要な、まさに同時期に領主からも農業に関する賦役を課されていた。このため賦役に対し大きな憤りを感じていた。16世紀になると農業に関する賦役は見られなくなってきた。労働に対価を支払うことが一般的になってきつつあったのである。にもかかわらずフランス革命までヨーロッパの各地に賦役は残存していた。

## 歴史

### エジプト
古代エジプトでは国家的なプロジェクトに賦役を利用した。ナイル川が氾濫する時期にピラミッドや神殿、採石場、運河、道路などの建設に労働力として使われた。紀元前1350年頃のアマルナ文書には賦役について書かれた短い文章が存在する。メギドのBiridiyaから送られたもので「賦役労働者の提供」という文章である（英: EA365）。プトレマイオス5世の業績を称えたロゼッタ・ストーンには「海軍の強制徴兵はもはや使用すべきでない」という文章がある。これは強制徴兵がごく一般的であったことを示している。
19世紀後半までエジプトの公共事業は賦役をもって行われた。
ムハンマド・アリーは賦役の次の段階への移行、そして漸進的な消失をもたらした。19世紀のエジプトで行われた農民に対する徴兵は当初賦役とみなされた。ムハンマド・アリーは軍隊を西洋化し強化することに取り組んだ。旧式の軍隊は様々な技術水準の混成部隊となっていたが、新しい軍隊は新兵に教育と訓練を課したので強力であった。時が経つにつれ農民たちは徴兵に反発を抱くよりも、むしろ国家主義的な感情を抱くようになっていった。かつての団結力のないただの兵士の集団とは似ても似つかなくなっていた 。

### フランス
フランスでは1789年8月4日まで賦役は存在していた。すなわちフランス革命が始まると封建領主が持つ他の特権と共に廃止された。道路補修のための賦役は大きな怒りをもって受け止められ、革命の大きな要因となったと考えられている。1824年、1836年、1871年に”義務”の名の下に反革命派は賦役を復活させた。投票権は健常な男子に限り、3日の労働か同等の額の金銭を納めねばならなかった。自治領カナダにあるヌーベルフランスであった地域では荘園領主制度とともに賦役が存続した。1866年、バゼーヌ元帥が占領したメキシコでは罰金刑の代わりに公共事業への労働力を提供させた。

### ハイチ
カパイシャンに拠点を持つアンリ1世支配下の北ハイチでは、フランスの侵略に抵抗するための大規模な要塞を建設した。その労働力として市民に賦役を課した。プランテーションの所有者は彼らの代わりになる労働力として政府に労働者を提供した。北ハイチは南ハイチに比べ強い経済構造を持っていたため可能であった。ポルトープランスに拠点を持つアレクサンドル・ペション支配下の南ハイチ（ハイチ共和国）では農地改革が実施され、労働者に土地を分配しており、このことが経済に打撃を与えていた。
1915年、モンロー・ドクトリンから導かれるルーズベルトの帰結の表れとしてハイチに展開した米軍はインフラ整備のために労働賦役を施行した。公式の推計によれば3,000人以上のハイチ人がこの時期に亡くなっている。

### 中国
皇帝が支配した時代の中国では賦役が一般的であり、多くの歴史家たちは西洋の賦役と同一のものとみなしている。始皇帝から始まる歴代王朝は万里の長城や大運河、道路の建設などに利用していた。しかし賦課の負担は非常に大きく罰則も極めて厳格であったため、始皇帝は民衆の反発を招き多くの歴史家から非難された。

### 日本
律令制下の日本では庸や雑徭と呼ばれる賦役があった。

### マダガスカル
フランスは19世紀後半にマダガスカルを植民地化した。ジョゼフ・ガリエニは人頭税と賦役を組み合わせたものを導入した。目的は収益と労働力（フランスは奴隷制を廃止していた）、そして労働の対価を支払うことで結果的に自給自足の経済から脱却させるためであった。この植民地主義の典型的な問題解決法と、その背後にある現代的な考え方について1938年の例を述べる。
公平な課税の導入があった、それは金銭的に重要であるばかりか、政治的、道徳的、経済的にも重要だった。それはフランスの権威が存在する明確な証拠であり、本質的に怠惰な人間に仕事をさせるために必要な刺激であった。彼らが稼ぐことを覚えれば支出が発生し商工業は発展するようになるだろう。

古い形態の賦役は続かなかったが、労働者は入植者にとっても政府の大規模な公共事業にとっても必要とされた。そのため総督は労働力と税制が一緒になった法律を可決させた。これは暫定的なもので国や人々、その考え方に応じて修正された。例えばホバ族の16歳から60歳までの男性は年に25フランを支払うか、日に9時間の労働を50日行うか、どちらかを求められた。労働の対価としては生活する上で支障が無い額の20サンチームが支払われた（1フラン=100サンチーム）。兵士や政府で働くもの、フランス語の分かるホバ族、入植者と労働契約を結んだもの、これらは税と労働が免除された。残念ながらこの条項は途方もなく悪用された。白人に小額を支払い名ばかりの仕事に従事する何千人もの人々があらわれた。架空の契約で労働と税からの自由を買い、怠惰で非生産的な存在であり続けた。この悪用には終止符を打たねばならなかった。
島の福祉と開発は現地の予算を必要としており、健全な財政は極めて重要かつ緊急の課題であった。
目標地点は出来るだけ早く自立した植民地を作ることだった。総督は数年以内にこれを達成することに成功した。

### フィリピン
polo y serviciosとして知られる労働制度はスペイン政府が南米で導入してきたエンコミエンダ制の枠組みの中で発展した。16歳から60歳までの男性に40日の労働を課し教会などの公共の建造物を建設する際に利用された。免除されるためにはfalla（スペイン語で不足を意味するfaltaの訛化）として毎日1.5レアルを支払わねばならなかった。1884年に労働期間は15日に短縮された。

### ポルトガルのアフリカ植民地
モザンビークのようなポルトガルのアフリカ植民地では、1899年の法律ですべての健常男子は年に6ヶ月の労働を課された。規則には「彼らにはこの義務を果たす方法を選択する完全な自由がある、しかし果たせない場合は当局は強制的に実行させる。」とある。自給自足の生活をしていたアフリカ人たちは失業者とみなされた。労働の対価は支払われることもあったが、規則に違反した場合は罰として支払われないこともあった。小屋税導入からくる借金によって強制的に労働に従事させられ、時には南アフリカの鉱山で働かされることもあった。Chibaloと呼ばれるこのシステムは1962年まで廃止されず、1974年に起こったマルクス主義革命まで何らかの形で存在した。

### ルーマニア公国
ルーマニアでは賦役はclacăと呼ばれた。マルクスは資本論において剰余労働の分かりやすい例としてドナウ川流域諸公国の賦役制度を挙げている。農民の生活に必要な労働と土地の所有者に剰余労働として提供されるものは明確に区別される。Règlement organiqueによれば土地所有者のための労働は14日であったが、実際には42日に達していた。なぜなら1日の仕事は「標準的な生産量」から算出されたためである。「巨人でも24時間以内に終えられないような膨大な仕事量を標準的な生産量とする陰険なやり方だった。」賦役に関する規定は農奴を廃止することになっていたが、全く意味を成していなかった。
1864年、賦役を廃止する農地改革が実施された。農民は解放され土地の所有者となった。かつての所有者には基金から補償が約束され、農民は15年間基金に出資しなければならなかった。年間の支払いに加え、市場価格を下回るものではあったが、新たに所有する土地のための支払いも存在した。多くの農民はこの債務によって半農奴の生活に戻った。

### ロシア
ロシアでは賦役を意味する用語はbarshchina （барщина）やboyarshchina （боярщина）である。農奴は地主が持つ土地のうち割り当て分で働いた。（それ以外の土地に関しては、大抵痩せていたが農奴が使うことが許されていた）賦役について政府の公式な規則はなかったが、1797年パーヴェル1世は賦役について通常週に3日にするよう布告を出した。
中央黒土地域では、70%～77%の農奴は賦役を行い、残りは賃料を支払っていた。

### アメリカ合衆国
北米のいくつかの州で主に道路整備に利用され、ある程度の期間存続した。アメリカ独立革命後は貨幣経済の発展とともに衰退していった。南北戦争後、南部のいくつかの州は経済的に貧しかったので、公共の労働という形で収税した。この制度は仕事の質が悪く成功したとは言いがたかった。1894年、バージニア州最高裁判所は賦役は違憲であるとの判決を出した。1910年代アラバマ州での廃止が米国における賦役の最後となった。

## 近代の事例
ミャンマー政府は賦役を使用していることで知られており、実施については新聞を通じて擁護した。
ブータンでは driglam namzhaと呼ばれる伝統的行動規範が存在し、ゾンなどの建設において納税の一部として用いられる。

## 画像

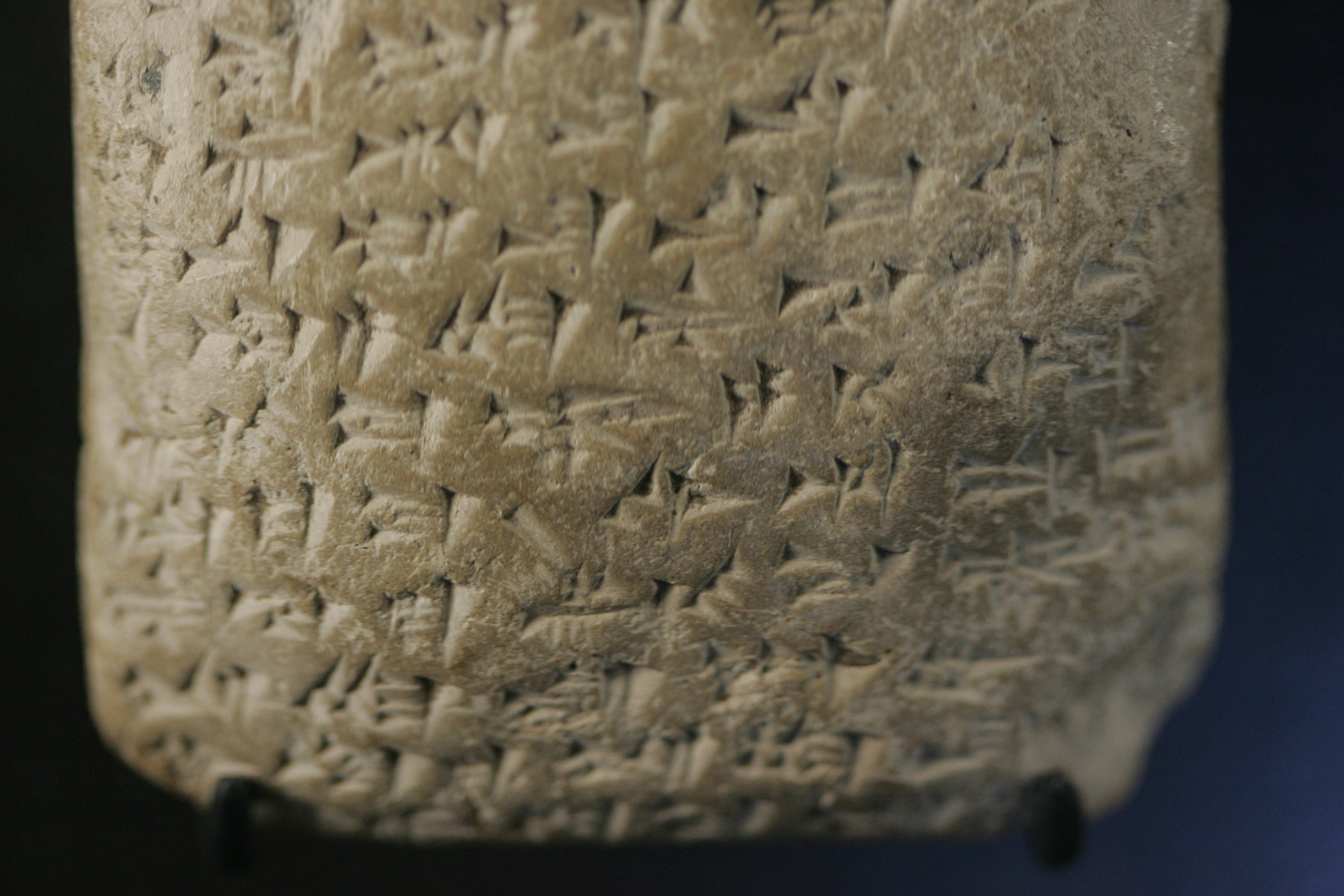
アマルナ文書 365, Nuribta
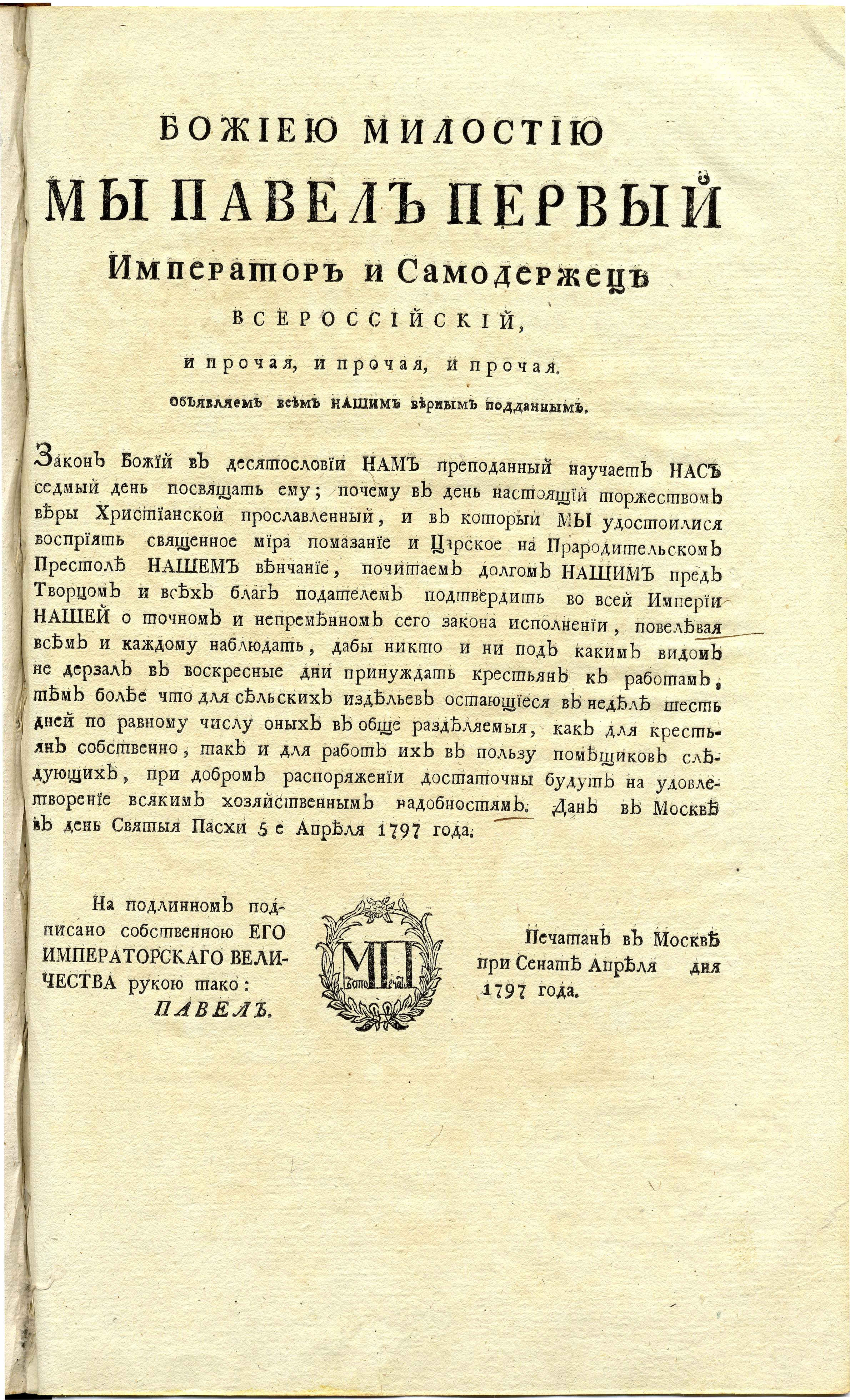
パーヴェル1世によるロシアの農奴に対する布告文